# Jindřich Kinský
Jindřich Kinský, né le 27 juin 1927, à Prague, en Tchécoslovaquie et décédé le 8 avril 2008, est un ancien joueur tchécoslovaque de basket-ball.